# لوکاس کولیتو
لوکاس کولیتو (انگلیسی: Lucas Colitto؛ زادهٔ ۱ ژوئن ۱۹۹۴) بازیکن فوتبال اهل آرژانتین است.
از باشگاه‌هایی که در آن بازی کرده‌است می‌توان به باشگاه فوتبال اروکا اشاره کرد.